# Reunion Arena
La Reunion Arena (IPA: [riunyən ərinə]) era un'arena sita in Dallas nel distretto Reunion, Texas,  ove giocarono, per decenni,  squadre sportive della città e dove si tennero, nel corso degli anni '80 del secolo scorso, le finali del circuito tennistico WCT, fondato nel 1968, dal petroliere texano Lamar Hunt, come alternativa professionistica al circuito del Grand Prix. Le WCT finals di Dallas rappresentarono, per anni, il 'contraltare' sportivo del torneo dei Masters. Questo impianto, coperto, venne chiuso a ogni ulteriore gara nel giugno 2008 e demolito (per la precisione: fatto implodere) il 17 novembre 2009. L'impianto venne allora rimpiazzato da quello dell'American Airlines Center.

## Storia
La Reunion Arena è stata completata nel 1980 per un costo totale di 27 milioni di dollari. Già nel suo primo anno è stata usata per le partite dei Dallas Mavericks e dei Dallas Tornado e nel 1986 è stata la sede dell'All-Star Game, dal 1980 al 1989 ha ospitato il WCT Finals, torneo di fine anno del World Championship Tennis. L'arena aveva anche ospitato concerti dei Guns N' Roses, Shania Twain, The Who, Def Leppard, Whitney Houston, Pink Floyd, Van Halen e Judas Priest. La prima partita fu giocata l'11 ottobre 1980 e vinta contro i San Antonio Spurs per 103-92, mentre la media di spettatori più alta è stata fatta registrare nella stagione 1986-1987 con 16.984 tifosi a partita. Nel 2000 è stata la sede della finale della Stanley Cup tra Dallas Stars e New Jersey Devils. Alla fine del 2005 insieme alla Dallas Convention Center ha ospitato gli sfollati dell'uragano Katrina. Dopo un voto unanime da parte del Consiglio della città di Dallas, la Reunion Arena è stata ufficialmente chiusa il 30 giugno 2008.